# 二乙基氰化铝
二乙基氰化铝（Nagata试剂）是一种有机铝化合物，化学式为((C
2H
5)
2AlCN)
n，它可用作α,β-不饱和酮的氢氰化反应的试剂。

## 合成
二乙基氰化铝可由三乙基铝和略过量的氰化氢于室温以下反应制得：
n Et
3Al + n HCN → (Et
2AlCN)
n + n EtH